# Antti Munukka
Antti Munukka, né le 3 mars 1982, est un arbitre finlandais de football, ayant débuté en 1997 et devenant arbitre FIFA en 2010. 

## Carrière
Il a officié dans une compétition majeure : 
- Championnat d'Europe de football des moins de 17 ans 2010 (3 matchs dont la finale)